# الجامعة الباشقيرية الحكومية الزراعية
جامعة بشكير الحكومية الزراعية، BSAU (بالروسية: Башкирский государственный аграрный университет)‏، واحدة من أقدم مؤسسات التعليم العالي الزراعية في روسيا ومركزًا للتعليم والبحث في جمهورية باشكورتوستان.

## تاريخ
- 1930 - تأسس معهد بشكير الزراعي (БСХИ) وفقًا لقرار اللجنة التنفيذية المركزية ومجلس مفوضي الشعب في الاتحاد السوفيتي رقم 237 بتاريخ 23 يوليو 1930 «بشأن إعادة تنظيم مؤسسات التعليم العالي والكليات وكليات العمال». يقع المعهد في مبنى مدرسة أوفا السابقة. في عام 1941، أصبح معهد بشكير الزراعي تحت سيطرة مفوضية الشعب للزراعة في الاتحاد السوفيتي وكان عنوانه: أوفا، شارع كارل ماركس، 3.
- 1980 - مُنح وسام الراية الحمراء للعمل لتدريب الخبراء ذوي المهارات العالية في الزراعة وتطوير العلوم.
- 1993 - حصل معهد بشكير الزراعي على وضع الجامعة بأمر من وزارة العلوم والمدرسة العليا والسياسة الهندسية للاتحاد الروسي رقم 23 بتاريخ 15 فبراير 1993.
- 2011 - تم دمج معهد بشكير للدورات التنشيطية والتدريب المهني المتقدم للعاملين في الزراعة (الآن معهد التعليم المهني الإضافي) في الجامعة.
- 2016 - أصبحت جامعة بشكير الحكومية الزراعية واحدة من أفضل 15 مؤسسة للتعليم العالي الزراعي في وزارة الزراعة في الاتحاد الروسي.

## وحدات الجامعة
تضم الجامعة ثمانية أقسام، معهد التطوير المبتكر، معهد التعليم المهني الإضافي، مكتب أكاديمي ومنهجي، مركز بحث وتعليم، مركز تدريب علمي، إدارة عمل تعليمي، مكتب دعم معلومات وأقسام هيكلية أخرى. يتم إجراء التدريب في الجامعة من قبل 30 قسمًا على نظام متعدد المراحل - درجة البكالوريوس، متخصص، درجة الماجستير، برامج الدراسات العليا. تأتي عملية التدريب في أشكال التعليم الداخلية وداخل الأسوار وخارجها وكذلك بالمراسلة. يوجد 80 برنامجًا تعليميًا معتمدًا، بما في ذلك برنامجان تعليميان معتمدين علنًا بدرجة البكالوريوس الأكاديمية. يتم تدريب أكثر من 62٪ من الطلاب على التخصصات الزراعية.
تشمل البنية التحتية الأساسية للجامعة 7 مبانٍ أكاديمية بمساحة إجمالية تزيد عن 145 ألف متر مربع، حيث تبلغ مساحة الفصول الدراسية والمختبرات 93.8 ألف متر مربع، وهناك 8 نزل بمساحة إجمالية 45.5 ألف متر مربع. م. جميع المباني هي ملكية فيدرالية وتخضع للإدارة اليومية للجامعة. هناك 288 فصلاً دراسيًا يتسع لـ 10040 مقعدًا، بما في ذلك 29 قاعة محاضرات، و 108 فصول دراسية للندوات والتطبيقات العملية، و 123 مختبرًا وغرفًا للتحضير.[بحاجة لمصدر]

## علم. مدارس البحث والمجالات
يتم تدريب الموظفين الأكاديميين في برامج الدراسات العليا والدكتوراه بموجب الترخيص رقم 1834 من سلسلة AAA بتاريخ 1 سبتمبر 2012 (هناك 26 برنامجًا للدراسات العليا المعتمدة بالإضافة إلى 5 برامج للحصول على درجة الدكتوراه) في العلوم المطلوبة بشدة في الزراعة. توجد مجالس أطروحة في 10 تخصصات من العلوم الزراعية والبيولوجية والبيطرية والهندسية. يدافع طلاب وموظفو الدراسات العليا بالجامعة سنويًا عن 2-4 أطروحة دكتوراه و 22-25 أطروحة مرشح. هناك 15 مدرسة بحثية و 7 مجالات بحثية يرأسها علماء معروفون بإنجازاتهم خارج الجمهورية. يتم إجراء البحوث العلمية في 8 مجالات علمية (حسب قائمة الاختصاصات العلمية المصادق عليها بمرسوم وزارة التربية والعلوم رقم 59 بتاريخ 25.02.2009 وتعديلاته من قبل وزارة التربية والعلوم رقم 5 بتاريخ 10.01.2012 ) في إطار البرامج العلمية والهندسية الحكومية لأكاديمية العلوم في جمهورية باشكورتوستان من خلال منح من المؤسسات الروسية للبحث الأساسي والعلوم الإنسانية ومساعدة المشاريع الصغيرة في المجال العلمي والهندسي وأوامر المؤسسات الزراعية ووزارة الزراعة في جمهورية باشكورتوستان والوزارات الأخرى. يشارك أعضاء هيئة التدريس بالجامعة سنويًا في أعمال أكثر من 200 مؤتمر وندوة، حوالي 70 منهم على المستوى الدولي. الجامعة مؤسس لمؤسسات صغيرة مبتكرة تساعد في جني الأرباح من نتائج البحث العلمي.

## روابط خارجية
- الموقع الرسمي
 باللغة الروسية
- جامعة بشكير الحكومية الزراعية باللغة الإنجليزية